# Name of Love
「Name of Love」（ネーム・オブ・ラブ）は日本のロックバンド、cinema staffの楽曲である。シングルとしてポニーキャニオンより2019年5月29日に発売された。

## 概要
- 前作「Vektor E.P.」以来2年6ヶ月ぶりとなるリリース[2]。
- 表題曲は、テレビアニメ『進撃の巨人 Season 3 Part 2』のエンディングテーマに書き下ろし起用されている。同アニメの主題歌を担当するのは、「great escape」以来6年ぶりとなる。
- カップリングに収録されている「OCEAN」と「さらば楽園よ」も「進撃の巨人」の世界観やテーマを彷彿とさせる楽曲となっている。さらに「great escape」のリ・アレンジ版も収録されている[2]。

## 収録曲
全曲作詞：三島想平 / 作曲・編曲：cinema staff
1. Name of Love [4:26]
共作曲：野村陽一郎 / 共編曲：熊谷昭
2. OCEAN [4:33]
共編曲：熊谷昭
3. さらば楽園よ [4:43]
共編曲：熊谷昭
4. great escape [2019 new mix] [3:21]
共編曲：亀田誠治